# Bertrand Andrieu
Bertrand Andrieu (Bordeaux, 4 november 1761 – 10 december 1822) was een Frans graveur van medailles. 
In Frankrijk werd Andrieu beschouwd als de persoon die de kunst weer deed opbloeien, nadat die was gedaald in populatiteit na de tijd van Lodewijk XIV. Tijdens de laatste 20 jaar van zijn leven werd hij door de Franse regering belast met allerlei belangrijke opdrachten. Vele van zijn medailles zijn afgebeeld in het boek Medallic History of Napoleon.